# Râul Negrișoara, Dorna
Râul Negrișoara este un afluent al râului Dorna. 

## Hărți
- Harta Munții Călimani  Arhivat în 11 octombrie 2008, la Wayback Machine.
- Harta Județul Suceava ]